# 1943 en santé et médecine
| Années de la santé et de la médecine : 1940 - 1941 - 1942 - 1943 - 1944 - 1945 - 1946    |
| Décennies de la santé et de la médecine : 1910 - 1920 - 1930 - 1940 - 1950 - 1960 - 1970 |

Cet article présente les faits marquants de l'année 1943 en santé et médecine.

## Événements

Streptomycine

- 7 avril : le chercheur suisse Albert Hofmann élabore le LSD (Acide lysergique diéthylamide).
- 16 avril : Albert Hofmann expérimente accidentellement les effets psychotropes du LSD.
- Août : coloration de Papanicolau : dépistage du cancer du col utérin (voir Frottis de dépistage).
- 8 octobre : dans « Psychopathie autistique » de l'enfance, le psychiatre autrichien Hans Asperger décrit le syndrome d'Asperger [1].
- Le psychiatre Leo Kanner définit à Baltimore (aux États-Unis) le « trouble autistique du contact affectif »[2].
- Albert Schatz et Selman Waksman découvrent la streptomycine.
- Willem Johan Kolff réussit la première hémodialyse aux Pays-Bas.

## Naissances
- 14 janvier : Ralph Steinman (mort en 2011 d'un cancer du pancréas), médecin et immunologiste canadien, prix Nobel de physiologie ou médecine en 2011, avec Bruce Beutler et Jules Hoffmann.

## Décès
- 9 juillet : Clifford Whittingham Beers (né en 1876), fondateur du mouvement d'hygiène mentale aux États-Unis.
- 5 juillet : Charles Gandy (né en 1872), médecin français.